# フランシスコ・フェイジャシエル
フランチュ（franchu）ことフランシスコ・フェイジャシエル・アバロ（Francisco Feuillassier Abalo、1998年5月12日 - ）は、アルゼンチン・マル・デル・プラタ出身のサッカー選手。FCカルタヘナ所属。ポジションはフォワード。

## クラブ経歴
アルゼンチンのマル・デル・プラタに生まれ、10歳で渡西し、レアル・マドリードのカンテラに加入した。2011年に放出されるも、5年後に復帰している。
2017年10月26日、コパ・デル・レイのCFフエンラブラダ戦にて、アクラフ・ハキミとの交代でトップチームデビューを果たした。
2020年9月8日、出場機会を掴むため、セグンダ・ディビシオンのCFフエンラブラダにレンタル移籍した。
2022年7月28日、2022-23シーズンはFCカルタヘナにレンタル移籍することが発表された。